# Distretto di Pallanchacra
Il distretto di Pallanchacra è uno dei tredici distretti della provincia di Pasco, in Perù. Si trova nella regione di Pasco e si estende su una superficie di 73,69 chilometri quadrati.
Istituito il 14 novembre 1959, ha per capitale la città di Pallanchacra.